# Narcissus × dordae
Narcissus × dordae là một loài thực vật có hoa lai ghép trong họ Amaryllidaceae. Loài này được Fern.Casas mô tả khoa học đầu tiên năm 1999.